# Associazione Polisportiva Trani 1966-1967
Questa voce raccoglie le informazioni riguardanti l'Associazione Polisportiva Trani nelle competizioni ufficiali della stagione 1966-1967.

## Rosa
| N. |                   | Ruolo | Calciatore          |
| -- | ----------------- | ----- | ------------------- |
|    | Italia (bandiera) |       | Allegretti          |
|    | Italia (bandiera) | A     | Santo Barbato       |
|    | Italia (bandiera) | C     | Giosuè Basso        |
|    | Italia (bandiera) | P     | Giuliano Biggi      |
|    | Italia (bandiera) | C     | Filippo Bitetto     |
|    | Italia (bandiera) | C     | Giorgio Brigo       |
|    | Italia (bandiera) | A     | Giorgio Broggi      |
|    | Italia (bandiera) | A     | Fernando Calzolari  |
|    | Italia (bandiera) | C     | Paolo Caradonna     |
|    | Italia (bandiera) | A     | Alfredo Ciannameo   |
|    | Italia (bandiera) | D     | Alberto Crivellenti |
|    | Italia (bandiera) |       | De Toma             |
|    | Italia (bandiera) |       | Di Gregorio         |
|    | Italia (bandiera) |       | Fornasaro           |

| N. |                   | Ruolo | Calciatore            |
| -- | ----------------- | ----- | --------------------- |
|    | Italia (bandiera) | D     | Giuseppe Galvanin     |
|    | Italia (bandiera) | P     | Ezio Genero           |
|    | Italia (bandiera) | C     | Roberto Palma         |
|    | Italia (bandiera) | D     | Giuseppe Pappalettera |
|    | Italia (bandiera) | D     | Leonardo Pignataro    |
|    | Italia (bandiera) | C     | Rosario Rivellino     |
|    | Italia (bandiera) |       | Schipa                |
|    | Italia (bandiera) | C     | Pantaleo Sorge        |
|    | Italia (bandiera) |       | Antonio Stella        |
|    | Italia (bandiera) | D     | Carlo Tacchini        |
|    | Italia (bandiera) |       | Tuniz                 |
|    | Italia (bandiera) | C     | Fulvio Varglien       |
|    | Italia (bandiera) | C     | Roberto Zurlini       |